# عفت مریدی
عفت مریدی معروف به مادر معینی (زاده ۱۳۰۸ - درگذشته خرداد ۱۳۹۲) از مادران زندانیان سیاسی اعدام شده (فدائیان خلق) در سال ۱۳۶۷ در زندان‌های جمهوری اسلامی ایران است که فرزندانشان در گورهای دسته جمعی و نامشخص در گورستان خاوران دفن شده‌اند. این مادران که به مادران خاوران مشهورند از زمان اعدام فرزندانشان تا کنون در تلاش برای شناسایی و پاسخگویی عاملان و آمرانِ اعدام زندانیان سیاسی (تابستان ۱۳۶۷)، از پا ننشسته‌اند، دانستنِ حقیقت دربارهٔ چگونگی محاکمه، اعدام و دفن فرزندانشان و همچنین به رسمیت شناخته شدنِ سوگواری و گرامی داشت یاد فرزندانشان را حق قانونی و انسانی خود می‌دانند.

## زندگی‌نامه
مادر معینی در فروردین سال ۱۳۰۸ در یک خانواده فرهنگی در شهر خرم‌آباد چشم به جهان گشود و سوم خرداد ماه ۱۳۹۲ درگذشت. او که یکی از معدود دختران تحصیل‌کرده شهر بود، در سن ۱۴ سالگی با حجت‌اله معینی چاغروند ازدواج کرد. ثمره این ازدواج پنج دختر و پنج پسر بود که یکی از دختران در سن پنج سالگی و یک پسر در سن یک سالگی بر اثر بیماری درگذشتند.
مادر معینی به شغل آموزگاری اشتغال داشت از اینروی به نقش زنان در جامعه حساسیت ویژه‌ای نشان می‌داد. وی پس از ازدواج، مجبور به ترک شغلش شد و با پیوستن به سازمان زنان تا زمان دستگیری فرزندانش در رژیم شاه در نهضت مبارزه با بی‌سوادی و در پی آموزش به زنان بی سواد به مشارکت و فعالیت‌های اجتماعی و فرهنگیِ مستمر و مفید خود در این سازمان ادامه داد.

## بازداشت فرزندان و تلاش برای پیگیری وضعیت آنها
پسر بزرگ مادر معینی، هیبت‌الله معینی (همایون)، که از سال ۱۳۴۲ به فعالیت‌های مذهبی علاقه‌مند شده بود و اعلامیه‌های روح‌الله خمینی را پخش می‌کرد، آبان سال ۱۳۴۶ برای اولین بار در سن ۱۶ سالگی بازداشت شد. او که با مطالعه بیشتر، به مارکسیسم گرایش پیدا کرده بود، پس از آزادی به فعالیت‌های سیاسی روی آورد. هبت بارِ دیگر و در سال ۱۳۵۱ بازداشت، سپس در سال ۱۳۵۶ از زندان قصر آزاد شد. بهروز پسرِ دیگر عفت مریدی نیز که به فعالیت‌های سیاسی روی آورده بود، در سال ۱۳۵۲ در ارتباط با گروه هوشنگ اعظمی دستگیر و حدود پنج سال از عمر خود را در در زندان شاهی سپری کرد که سرانجام با گروهی از زندانیان سیاسی در سوم آبان ۱۳۵۷، از زندان آزاد شد.
مادر معینی از سال ۱۳۴۶ در پی دستگیر شدن هبت معینی پسر بزرگش با مسئله زندان و زندانیان سیاسی و مقاومت خانواده‌ها آشنا شد که منجر به برقراری رابطه عمیق وی با خانواده‌های زندانیان سیاسی گردید. مادر همواره نسبت به زندانی شدن فرزندان و دیگر زندانیانی که برای عقیده‌شان در بَند زندان یا کشته شده بودند، معترض بود و به اشکال مختلف اعتراضش را نشان می‌داد؛ وی در تجمع‌های مادران و خانواده‌های داغدار در دادگستری تهران نقش فعالی ایفا می‌کرد و همواره و همیشه به صورت فردی نیز در تلاش و تکاپو، سعی در پیدا کردن راه و چاره‌ای برای نجات فرزندان خود و دیگر زندانیان می‌کرد.
مادر معینی در جریان تظاهرات خیابانی مردم علیه شاه در کنار فرزندانش شرکت فعال داشت و افرادی که در جریان درگیری‌ها مجروح می‌شدند را به داخل خانه خود می‌برد تا به آنها کمک کند. بهروز در همان روزهای نخستِ آزادی از زندان در تظاهرات خیابانی هدف گلوله قرار می‌گیرد اما جان سالم به در می‌بَرد.
پس از سقوط شاه، فرزندان مادر معینی که از زندان آزاد شده و در اندک زمانی در خطر بازداشت نبودند، در امنیتی مختصر و محدود گِرد هم جمع شدند.
دیری نپایید که شش ماه پس از پیروزی انقلاب در ۱۴ مرداد ۱۳۵۸ بهروز، پسر ۲۷ ساله‌اش در جاده اهواز طی یک سانحه مشکوک رانندگی، کشته شد.
بینِ سال‌های ۱۳۵۸ تا ۱۳۶۱ خانه مادر معینی چندین بار مورد یورش و تیراندازی نیروهای شبه نظامی قرار گرفت. در یکی از این حمله‌ها، ابتدا خانه را سنگ باران و شیشه‌ها را شکستند، و پس از تیراندازی و اِرعاب وارد خانه شدند. مادر عفت با اینکه فردی مذهبی بود، اما حق داشتنِ عقیده‌های متفاوت برای فرزندانش را محترم می‌شمرد- و در حالی که کتاب‌ها و شب‌نامه‌های آنان را مخفی می‌کرد- همواره در برابر زور پایداری می‌کرد و می‌ایستاد. پس از این حمله‌ها پسر دیگرش رضا را در سال ۱۳۶۱ در یک تور خیابانی بازداشت و او را بیش از ۹ ماه در زندان اوین زندانی می‌کنند.
هیبت‌الله معینی ۱۷ آبان ۱۳۶۲ در خیابان فاطمی تهران، شناسائی و دستگیر شد. بنا به گفته نزدیکانش، محل نگهداری وی کمیته مشترک زندان اوین بوده‌است. او از حق داشتن وکیل محروم بود و ارتباط با خانواده از طریق مکالمه تلفنی هر شش یا هفت ماه یک بار انجام می‌شد. اولین ملاقات وی با فامیل دو سال بعد از دستگیری بوده. پس از آن نیز چند بار دیدار با مادر و همسرش داشته‌است. بنا بر اظهارات مصاحبه‌شونده، هبت معینی در زندان، مورد شکنجه‌های شدید قرار گرفته‌است.

## اعدام فرزند
هیبت‌الله معینی در شهریور سال ۱۳۶۷ به همراه تعداد زیادی از زندانیان سیاسی، بدون حکم قضایی و برگزاری دادگاه عادلانه، نوشتن وصیت‌نامه و حق خداحافظی با عزیزانش در یک دادگاه سه دقیقه‌ای به جوخه اعدام سپرده شد تا به همراه هزاران زندانی سیاسی دیگر، شبانه در گورهای دسته‌جمعی که شناخته شده‌ترین آن‌ها خاوران است، در خاک شوند. پس از اعدام هیبت، پای مادر معینی به خاوران باز می‌شود. او یکی از مادران استواری بود که همواره با عکس پسرش در بغل در کنار مادران و خانواده‌ها در خاوران حضور فعال داشت؛ هیچ‌گاه صدای گرم و محکم او در خواندنِ سرود «دایه دایه» را خانواده‌های داغدار خاوران فراموش نمی‌کنند. مادر عفت، در سال‌های پایانی عمر از یک طرف به خاطر تهدید دستگاه سرکوب رژیم جمهوری اسلامی و از طرفی دیگر به علت بیماری و اضطرابِ ناشی از آن، امکان حضور در خاوران را نمی‌یابد.

## همراهی با مادران خاوران و تلاش برای دادخواهی
مادر معینی در اولین روزهای کشف خاوران به همراه دیگر خانواده‌های زندانیان اعدام شده برای کشف حقیقت، راهی خاوران شد، اما با رویتِ گورهای دسته جمعی، تکه‌پاره‌های تن آنها، لباس‌های از خاک بیرون زده ایشان و دیدنِ فوجِ کلاغ‌هایی که به شکارِ اجساد در خاوران آمده بودند و در پی آن حمله پاسدارانی که حتی خانواده‌ها را از گریه و حضور بر سر گورهای جمعی که اکنون تلِ خاکی برآمده از بیداد بودند منع می‌کردند، شوک بزرگی به او و دیگر مادران وارد کرد.
او بدنبال هبت حتی گورها را هم گشت تا اینکه تکه پارچه ای کرم رنگ از زیر خاک بیرون آورد که تا آخر عمر گمان می‌کرد تکه‌ای از شلوار هبت بوده. مادر همیشه پس از مراسم معمولِ سوگ در خاوران، ساعاتی آنجا می‌نشست و تا روزی که توان داشت و سر پا بود مراسم سالگرد هبت را در ۱۰ شهریور در خانه‌اش بر پا می‌کرد، تا آنجایی که سلامت جسمی اش اجازه می‌داد فعالانه در تمامی مراسم‌ها شرکت می‌کرد، به دیدار مادران دیگر می‌رفت و همیشه با آن‌ها تماس در تماس بود.
سال‌ها جمعه آخرِ هر ماه مسافت طولانی ای راه می‌پیمود تا سر ساعت قرارش با دیگر مادران در خاوران حاضر شود، مادر بارها و به کرّات در خاک کشیده شد، کتک خورد و مورد اهانت قرار گرفت اما هرگز از پا ننشست و تا آنجا مقاومت کرد و آزموده شد؛ تا بقول خودش همه، خاوران را شناختند و نام خاوران بر زبان‌ها جاری شد. زمانی که درِ خاوران را بستند و آنجا را تخریب کردند نیز فعالانه پی جویی می‌کرد؛ اما منع و نرفتن وی به خاوران ضربه نهایی را به او وارد کرد تا به ناچار خانه‌نشین و بیمارش کرد. رفتن به خاوران و دیدار خانوادها تنها چیزی بود که به او انگیزه ماندن می‌داد.
```
می‌گفت: «رنج دوران برده‌ام اما این دیگر اوج بی عدالتی است که نمی‌گذارند به خاوران برویم.»
```

مادر معینی در سوم خرداد ماه ۱۳۹۲ درگذشت.
او تا لحظه مرگش چشم به راه و منتظر روز دادخواهی بود.